# Giovanni Stefano Donghi
Giovanni Stefano Donghi (* 1608 in Genua; † 26. November 1669 in Rom) war ein italienischer Kardinal und Bischof.

## Leben

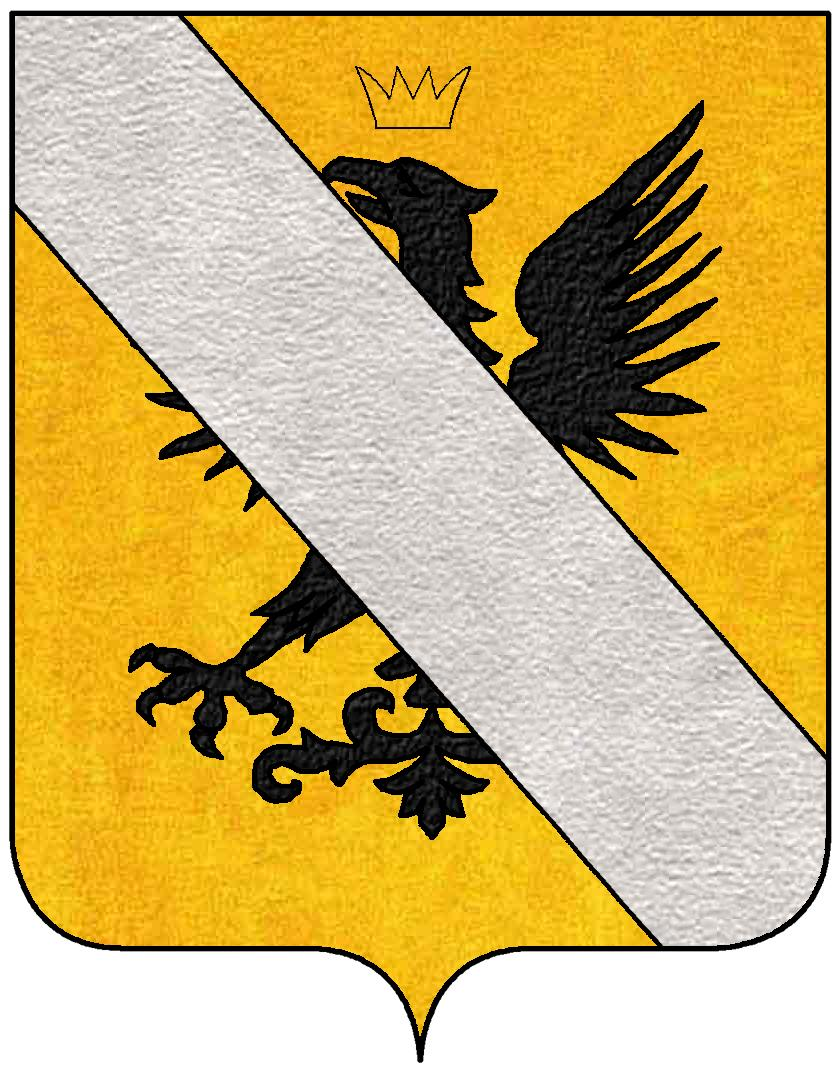
Familienwappen des Hauses Donghi

Giovanni Stefano Donghi entstammt einer Adelsfamilie der Republik Genua. Sein Vater war Bartolomeo Donghi und seine Mutter Giacoma Bernardi. Beide stammten ursprünglich aus Voltri und waren von Geburt an Adlige, obwohl sie erst 1581 in den genuesischen Adel aufgenommen wurden.
Er begann seine kirchliche Laufbahn mit dem Besuch der Universitäten von Bologna und Salamanca, wo er ab dem 15. Juni 1635 zum Apostolischen Protonotar ernannt wurde. Er trat in den Kreis der römischen Kurie ein und wurde Präfekt der Annona und Referendar der Apostolischen Signatur sowie der Gnade und Justiz. 1638 wurde er zum Präsidenten der Apostolischen Kammer und der Apostolischen Kammer der Kleriker ernannt. Er wurde als Vikar von Kardinal Antonio Barberini, der dort nicht wohnen konnte, weil er andere pastorale Aufgaben übernommen hatte, zum commissario residente von drei Legazioni ernannt.
Im Konsistorium vom 14. Juli 1643 wurde Donghi von Papst Urban VIII. zum Kardinal kreiert. Als Kardinaldiakon erhielt er am 31. August desselben Jahres die Titeldiakonie von San Giorgio in Velabro. Am 17. Juli desselben Jahres wurde er als Präfekt der Annona bestätigt und im Namen Seiner Heiligkeit zum bevollmächtigten Kriegsminister in Italien ernannt, wobei es ihm gelang, unter anderem den Frieden mit den deutschen Bundesfürsten zu erreichen. Als nominierter Legat in Ferrara (1644–1648) nahm er am Konklave von 1644 teil, an dem Papst Innozenz X. gewählt wurde. Er wurde zum Gouverneur der Legazione di Romagna ernannt; in den Jahren 1651 bis 1654 war er dort päpstlicher Legat.
Seine Wahl zum Bischof von Ajaccio erfolgte am 27. November 1651. Hierauf wurde er am 12. Mai 1652 im Dom von Ravenna von Luca Torregiani, dem Erzbischof von Ravenna, unter
Assistenz der Bischöfe Isidoro della Robia von Bertinoro und Pompeo Spreti von Cervia zum Bischof geweiht. Kardinal Donghi nahm am Konklave von 1655 teil, aus dem Alexander VII. als Papst hervorging. Nach diesem Konklave entschied er sich am 14. Mai 1655 für die Diakonie von Sant’Agata dei Goti. Später verließ er den Bischofssitz von Ajaccio zugunsten des Bischofssitzes von Imola (2. August 1655). Am 26. Februar 1663 erfolgte eine Versetzung auf den Bischofssitz von Ferrara. Im Jahr 1667 nahm er wiederum am Konklave teil, das in die Wahl von Papst Clemens IX. mündete.
In seinen letzten Lebensjahren war er Kardinalprotodiakon. Giovanni Stefano Donghi starb am 26. November 1669 gegen 23.00 Uhr in Rom und wurde in der Madonna-Kapelle der Kirche Santissimo Nome di Gesù in Rom beigesetzt.